# Бицен
Бицен (њем. Bitzen) општина је у њемачкој савезној држави Рајна-Палатинат. Једно је од 119 општинских средишта округа Алтенкирхен (Вестервалд). Према процјени из 2010. у општини је живјело 829 становника. Посједује регионалну шифру (AGS) 7132010.

## Географски и демографски подаци
Бицен се налази у савезној држави Рајна-Палатинат у округу Алтенкирхен (Вестервалд). Општина се налази на надморској висини од 250 метара. Површина општине износи 2,3 km².

## Становништво
У самом мјесту је, према процјени из 2010. године, живјело 829 становника. Просјечна густина становништва износи 360 становника/km².